# دانشگاه آزاد عرب
دانشگاه آزاد عرب (به عربی: الجامعة العربیة المفتوحة) یک دانشگاه در بحرین است.